# 真柳誠
真柳 誠（まやなぎ まこと、1950年9月 - ）は、日本の医史学者。博士（医学）、博士（文学）。薬剤師、鍼灸師。茨城大学名誉教授、日本医史学会日本医史学会監事、東亜医学協会理事。研究分野は漢字文化圏の医学史、本草学史、医薬文化交流史、医薬書誌学。

## 略歴
北海道札幌市生まれ。1977年東京理科大学薬学部卒業。1980年日本鍼灸理療専門学校本科卒業後、北京語言学院現代漢語課程・北京中医学院進修課程に留学（1980年-1983年）。1983年より北里研究所東洋医学総合研究所に勤務。1996年より国立大学法人茨城大学人文学部教授、2016年より同大学名誉教授。1983年に矢数道明・大塚恭男の門下に入り、以後、東洋医学の歴史研究に従事。
1992年、昭和大学大学院医学研究科（薬理学）にて「ラット肝の薬物代謝酵素と脂質過酸化に及ぼすセリ科・キク科和漢薬の影響」で博士（医学）号取得。2015年、京都大学大学院文学研究科にて「黄帝医籍研究―成書と伝承、孔穴・経脈の認知と変遷」で博士（文学）号取得。

## 受賞歴
- 1993年：日本医史学会第5回矢数医史学賞（小曽戸洋と共同受賞）[6]
- 1995年：第5回生存科学研究武見奨励賞[7]
- 1997年：東亜医学協会第1回漢方研究奨励賞（小曽戸洋と共同受賞）[8]
- 2016年：日本医史学会第28回矢数医史学賞 [9]

## 著書
- 小曽戸洋、真柳誠編：『和刻漢籍医書集成』、第1-16輯、エンタプライズ、1988-1992年
- 北里研究所附属東洋医学総合研究所医史文献研究室編：『小品方・黄帝内経明堂古鈔本残巻』、北里研究所東洋医学総合研究所、1992年
- 真柳誠翻訳編集監修：『中国本草図録』、全11冊、中央公論社、1992-93年
- 真柳誠著：『龍谷大学大宮図書館和漢古典籍貴重書解題（自然科学之部）』、龍谷大学、1997年
- 日本東洋医学会・傷寒金匱編刊小委員会（真柳誠・小曽戸洋・天野陽介）：『〔善本翻刻〕傷寒論・金匱要略』、日本東洋医学会、2009年
- 真柳誠編著：『跨境的傳統，飛翔的文化―漢字文化圏之醫史』、福建科学技術出版社、2014年
- 真柳誠著：『黄帝医籍研究』、汲古書院、2014年
- MAYANAGI Makoto Edited, "Medical Treatment and Its Indigenization in the Sinographic Cultural Sphere", ACTA ASIATICA (BULLETIN OF THE INSTITUTE OF EASTERN CULTURE) No. 115, THE TŌHŌ GAKKAI (2018)
- 真柳誠著、郭秀梅訳：『黄帝醫籍研究』、人民衛生出版社、2020年
- 日本医史学会編：『医学史事典』（共編著）、丸善出版、2022年

## 研究助成
- 真柳誠（研究代表者）：東アジアにおける医薬書の流通と相互影響、文部科学省科学研究補助金特定領域研究(A)(2)、2001-2004年度[10]
- 真柳誠（研究代表者）：中国古医籍が日・韓・越の伝統医学形成史に与えた影響の書誌学的研究、日本学術振興会科学研究補助金基盤研究(B)（海外学術調査）、2006-2009年度[11]
- 真柳誠（研究代表者）：漢字文化圏古医籍の定量的比較研究-各国伝統医学が共有可能な歴史観の確立、JFE21世紀財団2007年度アジア歴史研究助成[12]
- 真柳誠（研究代表者）：日本学術振興会科学研究成果公開促進費「学術図書」265102、黄帝医籍研究、平成26（2014）年度[13]